# Politique dans le canton de Fribourg

Armoiries du canton de Fribourg

Le canton de Fribourg est l'un des vingt-six cantons de la Confédération suisse. Selon l'article 3 de la Constitution fédérale, il exerce souverainement « tous les droits qui ne sont pas délégués à la Confédération ». Il dispose de sa propre constitution et est libre de sa propre organisation tant qu'il ne contrevient pas aux règles de la démocratie. Il envoie également ses représentants au niveau fédéral.

## Généralités
En Suisse, les cantons sont des États souverains dans tous les domaines où ils n'ont pas délégué de compétences à la Confédération. Ainsi, chaque canton dispose d'une constitution, d'un exécutif, d'un législatif et d'un pouvoir judiciaire propres. Les droits, politiques notamment, peuvent varier assez sensiblement d'un canton à l'autre, voire d'une commune à l'autre (par ex. le droit de vote des étrangers). Les citoyens suisses sont d'abord citoyens de leur canton et en second de la Confédération suisse.
Les cantons disposent de larges prérogatives en matière de fiscalité, d'éducation et de formation, de santé, d'aide sociale, d'organisation de la justice, de la police ou des transports. Ils ne délèguent guère au gouvernement fédéral que la défense, les douanes, les affaires étrangères et les grandes infrastructures comme les chemins de fer et la construction des autoroutes.
Le 16 mai 2004, le peuple fribourgeois a accepté une révision de la constitution cantonale, qui datait dans les grandes lignes de 1857, par 44 863 oui (58.03 %) contre 32 446 non (41.97 %). La nouvelle constitution est entrée en vigueur le 1er janvier 2005.

## Autorités
Selon l'article 85 de la Constitution, «les autorités sont organisées selon le principe de la séparation des pouvoirs».

### Pouvoir législatif
Le pouvoir législatif est détenu par le Grand Conseil. Composé de cent dix députés, il est l'autorité suprême du canton. La durée d'une législature est de cinq ans. L'élection se fait selon le système proportionnel et par huit cercles électoraux: les sept districts plus la ville de Fribourg.

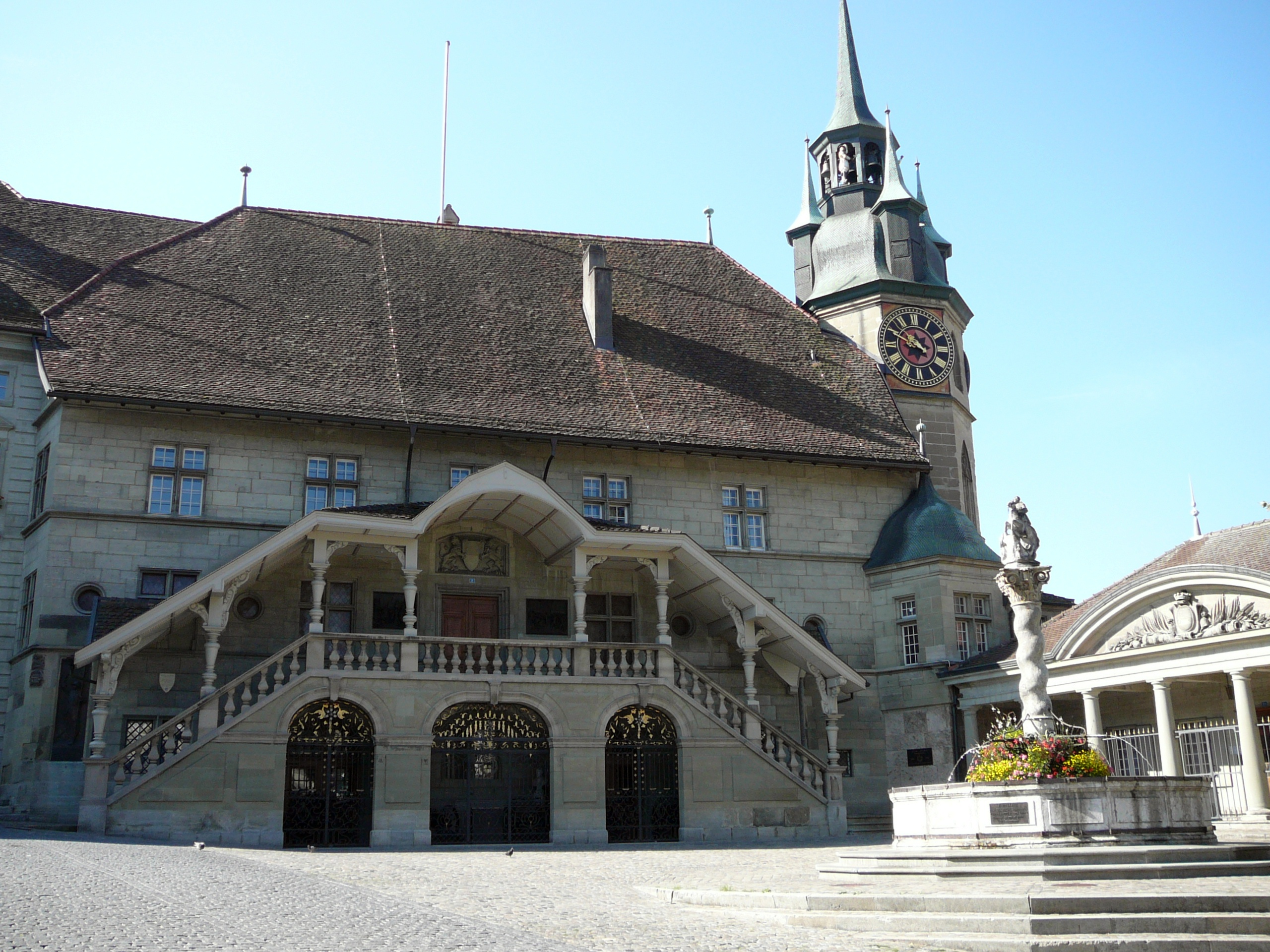
L'Hôtel de ville, siège du Grand Conseil fribourgeois

Les rôles principaux du Grand Conseil sont:
- l'adoption des lois et des décrets.
- la haute surveillance sur le Conseil d’État, son administration et sur la justice.
- l'élection des membres du pouvoir judiciaire, le président du Conseil d’État et le président du Tribunal cantonal.
- l'adoption du budget et des comptes de l’État.
- l'exercice du droit de grâce et la naturalisation.

Pour la législature 2022-2026, les cent dix députés du Grand Conseil se répartissent dans les groupes parlementaires suivants:
- Groupe Le Centre (Parti démocrate-chrétien): 26 députés.
- Groupe socialiste (PS): 21 députés.
- Groupe de l'Union démocratique du centre (UDC): 19 députés.
- Groupe Parti libéral-radical et Verts-Libéraux (PLR / PVL): 26 députés.
- Groupe Vert·e·s et allié·e·s (VEA): 18 députés.

### Pouvoir exécutif
Le pouvoir exécutif est aux mains du Conseil d'État composé de sept membres. Il est un collège gouvernemental élu pour cinq ans par le peuple au suffrage universel selon le système majoritaire à deux tours. Il est renouvelé intégralement en même temps que le Grand Conseil. Ses principales attributions sont:
- la direction de l'administration cantonale et la planification des activités de l'État ;
- l'exécution des lois et des décrets du Grand Conseil ;
- l'élaboration des projets de lois et de décrets, qui sont soumis au Grand Conseil ;
- l'élaboration du budget annuel de l'État et l'établissement des comptes, qui sont soumis au Grand Conseil ;
- la représentation de l’État à l’intérieur et à l’extérieur du canton ;
- l'information des citoyens et citoyennes.

#### Les conseillers d'État
Pour la législature 2022-2026, le gouvernement fribourgeois est composé de deux "Le Centre", deux PLR, une Verte, un PS et un UDC. Les conseillers d'État élus pour cinq ans en novembre 2021 :
- Didier Castella (Parti libéral-radical)
- Jean-Pierre Siggen (Parti démocrate-chrétien)
- Jean-François Steiert (Parti socialiste)
- Olivier Curty (Parti démocrate-chrétien)
- Philippe Demierre (Union démocratique du centre)
- Sylvie Bonvin-Sansonnens (Les Verts)
- Romain Collaud (Parti libéral-radical)

Le Conseil d'État est assisté d'une chancellerie d'État qui assure le secrétariat.

#### Les directions
Chaque conseiller d'État est à la tête d'une direction de l'administration cantonale. Les sept directions sont les suivantes:
- La Direction de l’instruction publique, de la culture et du sport (DICS) déploie ses activités dans les domaines de l’école enfantine et l’enseignement obligatoire, celui des collèges et des écoles de degré diplôme, de l’enseignement de degré tertiaire pour les filières santé-social, formation du personnel enseignant et affaires universitaires. Elle est active également en matière de promotion des activités culturelles, de gestion des institutions culturelles de l’État et de conservation des sites archéologiques et des biens culturels. Enfin, elle est l’organe compétent en matière d’éducation physique et de promotion du sport. Son responsable est Jean-Pierre Siggen.
- La Direction de la sécurité et de la justice (DSJ) a pour tâches principales d’assurer l’ordre public et la sécurité de la population, le contrôle et l’intégration des migrants, la police du commerce et la surveillance des fondations, le fonctionnement administratif du pouvoir judiciaire, l’exécution des peines et la réinsertion des détenus, de même que l’administration militaire. Son responsable est Erwin Jutzet.
- La Direction des institutions, de l’agriculture et des forêts (DIAF) déploie ses activités dans les domaines des institutions (Constitution, rapports Églises-État, langues, préfectures, communes, état civil, naturalisations), de l’agriculture, de la sécurité alimentaire et des affaires vétérinaires, ainsi que des forêts, de la chasse et de la faune. Sa responsable est Marie Garnier.
- La Direction de l’économie et de l’emploi (DEE) a pour tâche de promouvoir l’économie du canton, y compris son secteur du tourisme. Elle déploie également ses activités dans les domaines de l’énergie, du logement et des statistiques. Elle s’occupe de toutes les questions liées à l’emploi et au chômage ainsi que de la formation professionnelle. Son responsable est Beat Vonlanthen.
- La Direction de la santé et des affaires sociales (DSAS) regroupe tous les services du canton qui veillent à la santé physique et psychique de la population. Elle dirige les affaires sociales au travers de ses services de la prévoyance sociale (institutions pour handicapés et personnes âgées), de l’action sociale (aide sociale, aide aux demandeurs d’asile et aide aux victimes d’infraction), ainsi que de l’enfance et de la jeunesse. Sa responsable est Anne-Claude Demierre.
- La Direction des finances (DFIN) s’occupe principalement des ressources propres de l’État (notamment des ressources financières, humaines, fiscales et informatiques). Elle est chargée de la mensuration officielle (élaboration et tenue à jour des plans cadastraux du territoire cantonal) et de la tenue du Registre foncier. Son responsable est Georges Godel
- La Direction de l’aménagement, de l’environnement et des constructions (DAEC) s'occupe du développement du territoire et de la mobilité, de la protection de l’environnement, de la mise à disposition d’une infrastructure de transports et de la gestion du patrimoine immobilier. Son responsable est Maurice Ropraz.

### Pouvoir judiciaire
Le pouvoir judiciaire réunit toutes les instances chargées de rendre la justice dans le canton de Fribourg (tribunaux, ministère public, justices de paix, commissions et préfectures). Dans les trois juridictions du pouvoir judiciaire, civile, pénale et administrative, la première instance se situe au niveau des districts (tribunaux de district) tandis que la deuxième instance est regroupée au niveau du canton et se nomme Tribunal cantonal. Dès lors, à Fribourg, le pouvoir judiciaire est exercé en première instance notamment par:

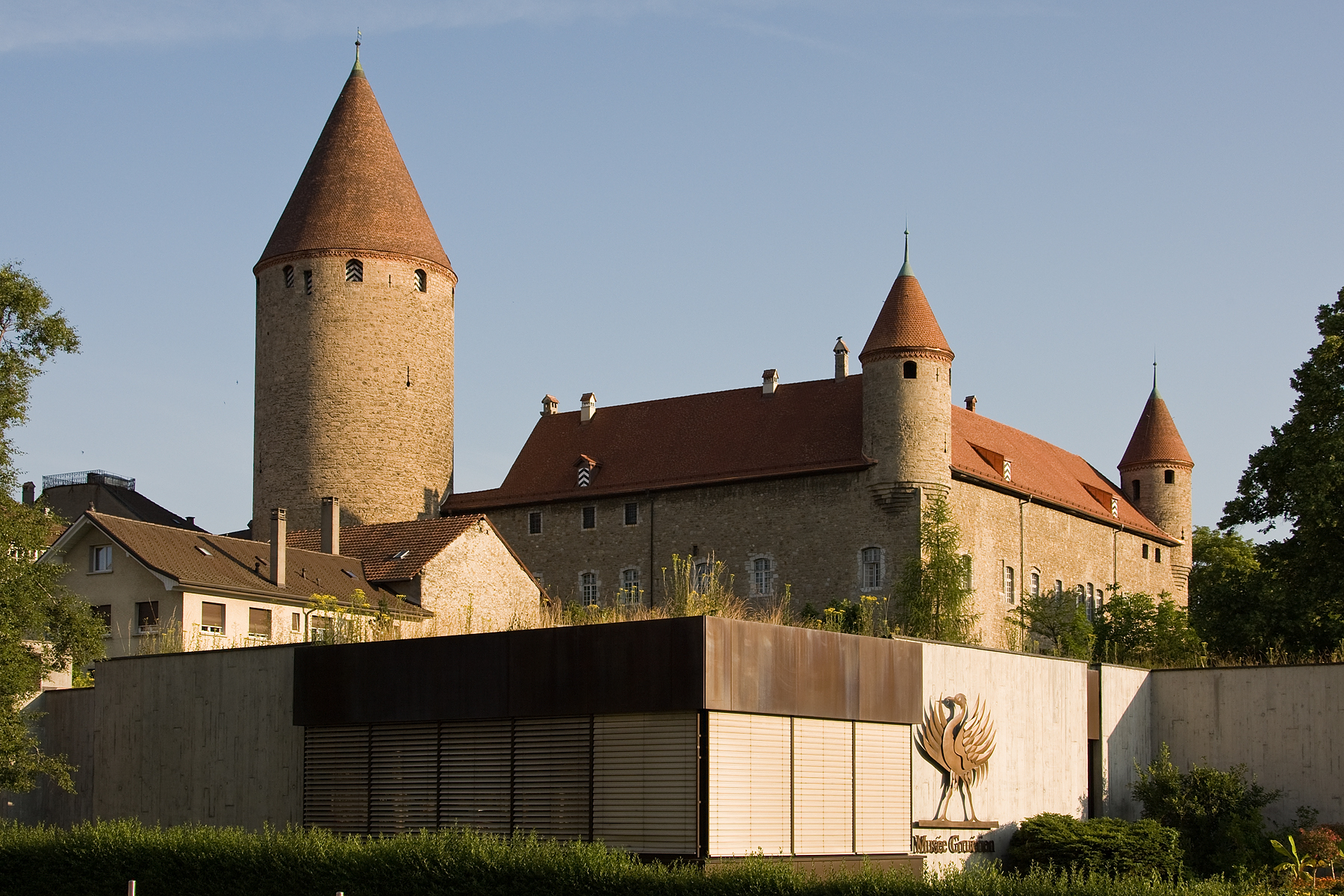
Le Château de Bulle, siège de la préfecture et du tribunal de district de la Gruyère

- la Justice de paix, qui fonctionne comme autorité de protection de l'adulte et de l'enfant[9];
- le Ministère public qui conduit la procédure préliminaire, poursuit les infractions dans le cadre de l’instruction et soutient l'accusation;
- le Préfet de district qui traite les infractions relatives, notamment, à la loi sur la circulation routière et fonctionne comme autorité de conciliation lorsque les infractions sont poursuivies sur plainte;
- le Tribunal des mesures de contrainte ordonne et prolonge la détention provisoire, ordonne la détention pour des motifs de sûreté et décide sur les requêtes de mise en liberté;
- le Tribunal pénal économique;
- le Tribunal pénal des mineurs;
- le Tribunal pénal d'arrondissement;
- le Juge de police qui traite les contraventions, dans la mesure où la loi ne désigne pas d'autre autorité compétente;
- le Tribunal des prud'hommes;
- le Tribunal des baux.

En deuxième instance, le pouvoir judiciaire est exercé notamment par:

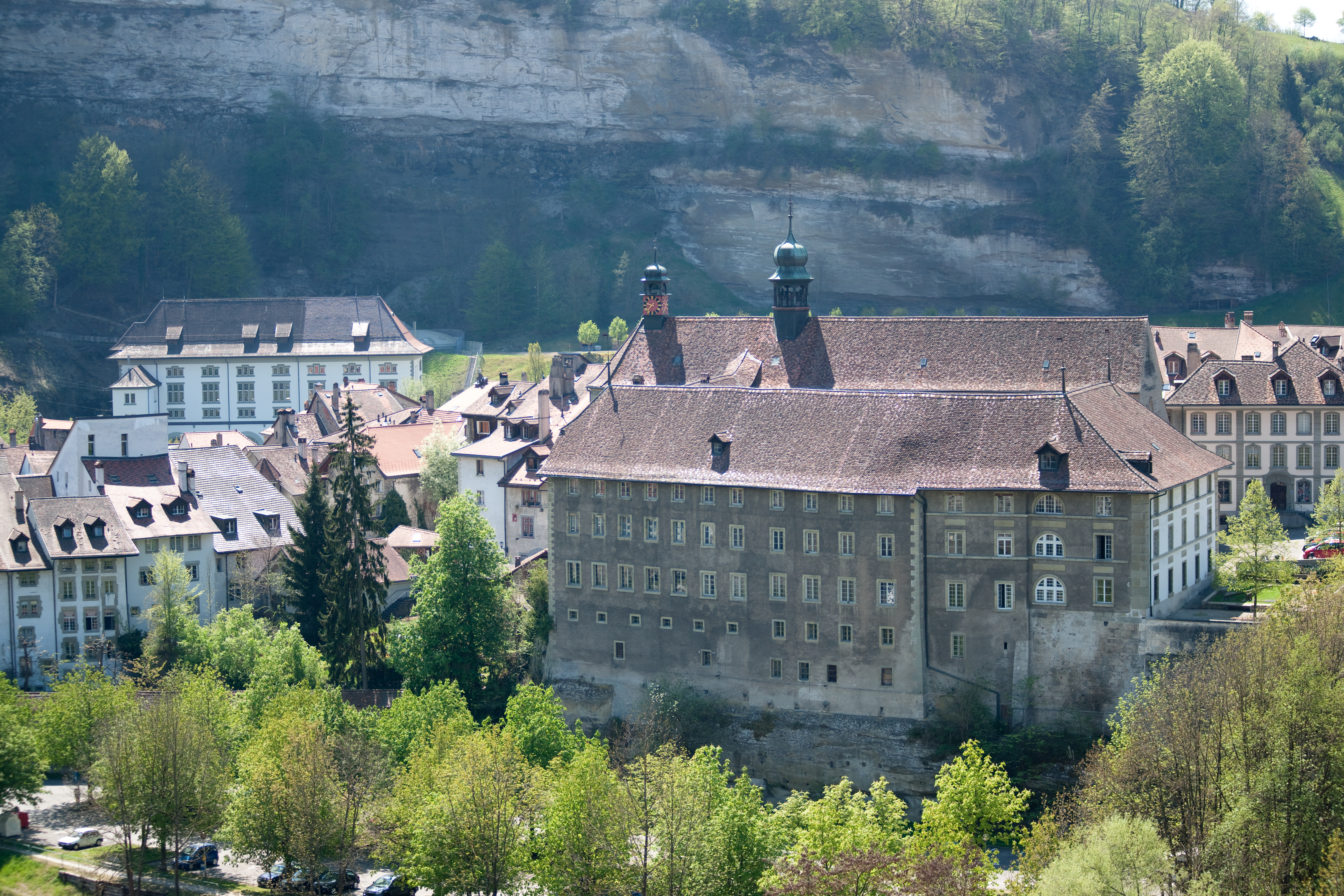
L'ancien couvent des Augustins, futur siège du Tribunal cantonal

- la Chambre pénale du Tribunal cantonal;
- la Cour d'appel pénal du Tribunal cantonal;
- la IIe Cour d'appel civil du Tribunal cantonal.

## Partis politiques
Le système des partis politiques est très complet. Reflet de la politique fédérale, il présente un fonctionnement plutôt consensuel, même si les affrontements verbaux ne manquent pas en période d'élections.
Voici la liste des partis parlementaires classés de droite à gauche :
- Union démocratique du centre (UDC)
- Parti bourgeois démocratique (PBD)
- Parti libéral-radical (PLR)
- Parti démocrate-chrétien (PDC)
- Parti vert'libéral (PVL)
- Parti chrétien-social (PCS)
- Les Verts
- Parti socialiste (PS)

## Droits populaires
La Constitution du canton de Fribourg garantit les droits politiques et l’exercice de ceux-ci, aux Suisses et aux Suissesses, s'ils sont majeurs et domiciliés dans le canton, ainsi qu'aux Suisses et Suissesses de l’étranger qui ont le droit de cité cantonal ou ont été domiciliés dans le canton.
Les droits politiques, parfois appelés droits populaires, ou droits civiques, sont les suivants :
- le droit de vote. En général, quatre votations fédérales sont organisées chaque année. Lors de ces votations, le peuple peut être également appelé à voter sur des objets cantonaux ou communaux[11].
- le droit d’élection. Le peuple élit les député-e-s au Grand Conseil et les membres du Conseil d'Etat, les préfets et les membres des conseils généraux et communaux. Les membres du Conseil des Etats, du Conseil d'Etat et les préfets sont élus selon le système majoritaire. L’élection des membres du Grand Conseil et des conseils généraux a lieu selon le mode de scrutin proportionnel. L’élection des membres des conseils communaux a lieu selon le mode de scrutin majoritaire, à moins qu’une demande d’application du mode de scrutin proportionnel ne soit déposée[12].
- le droit d’initiative. Les citoyens peuvent soumettre une proposition de modification, totale ou partielle, de la Constitution cantonale (initiative constitutionnelle) ou une proposition d’adoption, de modification ou d’abrogation d’une loi (initiative législative). Pour que l’initiative aboutisse et soit soumise au vote populaire, elle doit recueillir les signatures de 6 000 personnes habiles à voter en matière cantonale, dans un délai de 90 jours. L’initiative populaire propose un projet rédigé de toutes pièces ou conçu en termes généraux dont la teneur ne peut être modifiée ni par le Grand Conseil, ni par le Conseil d'Etat. Les autorités peuvent opposer un contre-projet, généralement plus modéré, à une initiative populaire. L’initiative populaire doit être traitée et soumise au peuple sans retard, le cas échéant en même temps que le contre-projet élaboré par le Grand Conseil[13].
- le droit de référendum. Le référendum est un droit du peuple de se prononcer sur certaines décisions du parlement. Le terme est souvent utilisé comme synonyme de "votation populaire". Sont soumis obligatoirement à un vote populaire, sans récolte de signature, la révision partielle ou totale de la Constitution et les actes du Grand Conseil qui entraînent une dépense nette nouvelle supérieure à 1 % du total des dépenses des derniers comptes arrêtés par le Grand Conseil. En outre, un référendum peut être demandé par 6 000 citoyens et citoyennes opposés à une nouvelle loi ou un acte du Grand Conseil qui entraîne une dépense nette nouvelle supérieure à ¼ % du total des dépenses des derniers comptes arrêtés par le Grand Conseil, ou qui porte sur des crédits d’étude d’importance régionale ou cantonale (référendum financier)[14].
- le droit de motion populaire[15]. Trois cents citoyennes et citoyens actifs peuvent adresser une motion populaire au Grand Conseil. La motion est une proposition faite au Grand Conseil d'obliger le Conseil d'Etat à élaborer un projet d'acte ayant pour objet, notamment, des règles de droit devant figurant dans la Constitution, une loi, un décret ou une ordonnance parlementaire[16].

Le droit de pétition s’apparente traditionnellement à un droit politique.
Les résidents étrangers habitant dans le canton de Fribourg depuis plus de 5 ans et ayant une autorisation d’établissement (permis C) ont exactement les mêmes droits politiques au niveau communal que les Suisses et Suissesses. Ils peuvent ainsi voter sur les objets communaux, participer aux séances de l’assemblée communale, élire les membres du Conseil général et être élu-e eux-mêmes.

## Représentants fribourgeois à la politique fédérale
Canton membre de la Confédération suisse, le canton de Fribourg envoie des représentants dans les deux chambres du parlement fédéral.

### Conseillers nationaux
Avec une population de près de 280 000 habitants en 2010, le canton de Fribourg peut envoyer sept députés au conseil national, où un conseiller représente 37 500 habitants.
Ainsi, ses parlementaires pour la législature 2011-2015 sont : 
- Christine Bulliard-Marbach (PDC)
- Dominique de Buman (PDC)
- Jacques Bourgeois (PLR)
- Jean-François Rime (UDC)
- Valérie Piller Carrard (PS)
- Ursula Schneider Schüttel (PS)[Note 1]
- Jean-François Steiert (PS).

### Conseillers aux États
Comme tous les cantons suisses, le canton de Fribourg a deux élus au conseil des États. Ses représentants lors de la législature 2011-2015 sont Urs Schwaller (PDC) et Christian Levrat (PS).

### Conseil fédéral
Parmi les sept conseillers fédéraux en poste, un est fribourgeois; il s'agit d'Alain Berset (Parti socialiste).